# IC 5224
IC 5224 ist eine Spiralgalaxie vom Hubble-Typ Sab im Sternbild Kranich am Südsternhimmel. Sie ist schätzungsweise 79 Millionen Lichtjahre von der Milchstraße entfernt.
Das Objekt wurde im Jahr 1900 von Joseph Lunt entdeckt.